# Fachoda
 (janvier 2022).
La mise en forme du texte ne suit pas les recommandations de Wikipédia : il faut le « wikifier ».
Les points d'amélioration suivants sont les cas les plus fréquents. Le détail des points à revoir est peut-être précisé sur la page de discussion.
- Les titres sont pré-formatés par le logiciel. Ils ne sont ni en capitales, ni en gras.
- Le texte ne doit pas être écrit en capitales (les noms de famille non plus), ni en gras, ni en italique, ni en « petit »…
- Le gras n'est utilisé que pour surligner le titre de l'article dans l'introduction, une seule fois.
- L'italique est rarement utilisé : mots en langue étrangère, titres d'œuvres, noms de bateaux, etc.
- Les citations ne sont pas en italique mais en corps de texte normal. Elles sont entourées par des guillemets français : « et ».
- Les listes à puces sont à éviter, des paragraphes rédigés étant largement préférés. Les tableaux sont à réserver à la présentation de données structurées (résultats, etc.).
- Les appels de note de bas de page (petits chiffres en exposant, introduits par l'outil «  Source ») sont à placer entre la fin de phrase et le point final[comme ça].
- Les liens internes (vers d'autres articles de Wikipédia) sont à choisir avec parcimonie. Créez des liens vers des articles approfondissant le sujet. Les termes génériques sans rapport avec le sujet sont à éviter, ainsi que les répétitions de liens vers un même terme.
- Les liens externes sont à placer uniquement dans une section « Liens externes », à la fin de l'article. Ces liens sont à choisir avec parcimonie suivant les règles définies. Si un lien sert de source à l'article, son insertion dans le texte est à faire par les notes de bas de page.
- La présentation des références doit suivre les conventions bibliographiques. Il est recommandé d'utiliser les modèles {{Ouvrage}}, {{Chapitre}}, {{Article}}, {{Lien web}} et/ou {{Bibliographie}}. Le mode d'édition visuel peut mettre en forme automatiquement les références.
- Insérer une infobox (cadre d'informations à droite) n'est pas obligatoire pour parachever la mise en page.

Pour une aide détaillée, merci de consulter Aide:Wikification.
Si vous pensez que ces points ont été résolus, vous pouvez retirer ce bandeau et améliorer la mise en forme d'un autre article.
Ne pas confondre avec Kodok, une bourgade sud-soudanaise dénommée Fachoda à la fin du XIXe siècle et théâtre en 1898 de la crise de Fachoda. Les deux lieux sont séparés par une quinzaine de kilomètres.
Fachoda (ou Pachodo en langue Shilluk) est un village africain situé dans le nord-est de la république du Soudan du Sud sur la rive occidentale du Nil Blanc. Constitué par quelques huttes en terre sèche, ce lieu est la capitale spirituelle du peuple Shilluk et l'endroit où se tient depuis le début du XVIIIe siècle l'intronisation des souverains du Shillukland, un royaume fondé au XVIe siècle par le roi Nyikang et indépendant jusqu'à ce que le vice-roi d’Égypte Méhémet-Ali entreprenne en 1820 de conquérir le Soudan.
En 1867, les troupes égyptiennes arrivent pour la première fois sur le site de l'actuelle Kodok, situé à une quinzaine de kilomètres en aval, et baptisent l'endroit sous le toponyme de Fachoda, nom abandonné par les colonisateurs britanniques après 1905.

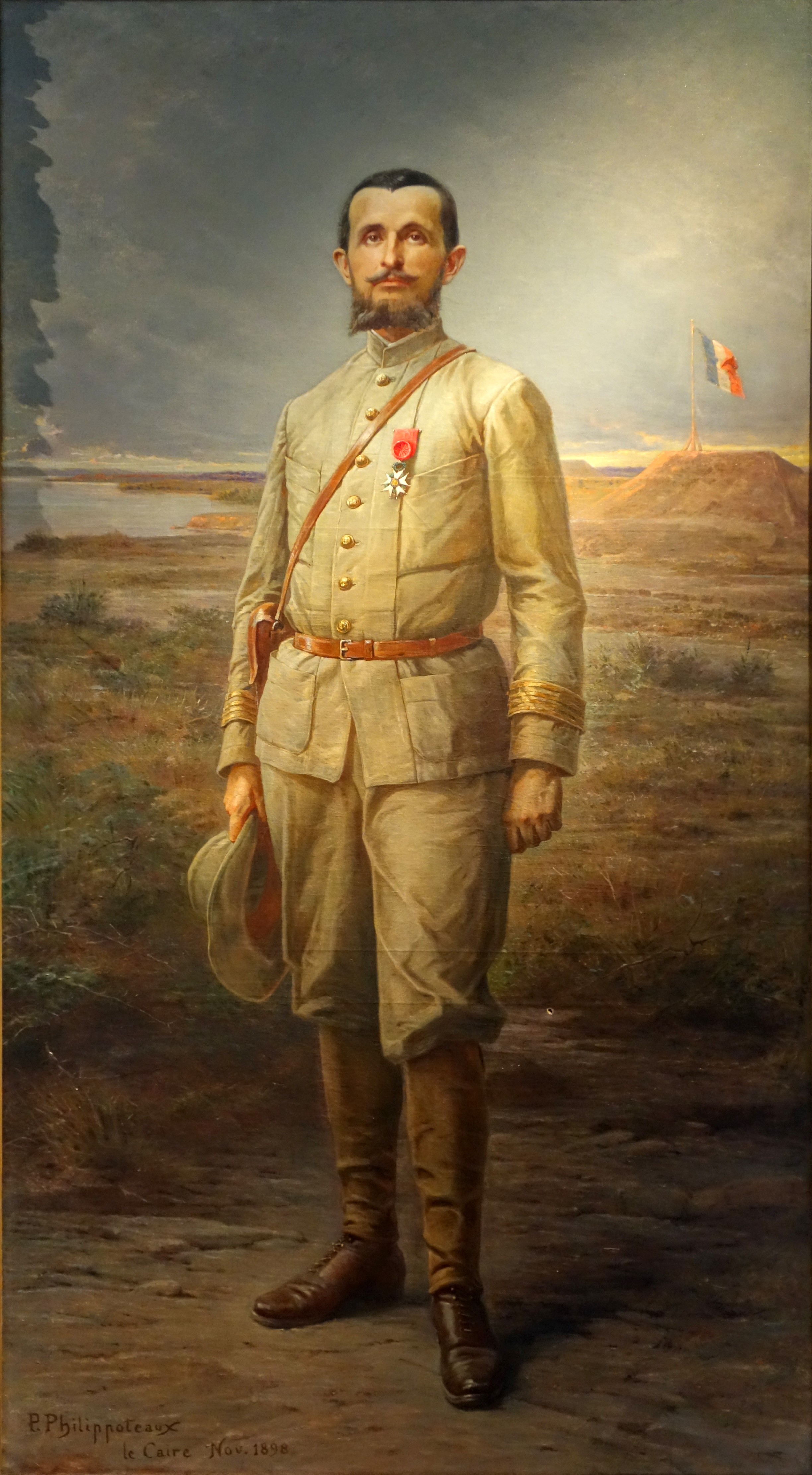
Marchand devant fort st-Louis.

En 1898, le commandant Marchand se lance dans une expédition périlleuse en direction du Haut Nil. Il occupe au nom de la France la petite bourgade de Fachoda qu'il rebaptise fort Saint-Louis. À cette époque, le Haut Soudan est sous la juridiction de l'Égypte et donc sous protectorat britannique. Les Anglais n'acceptent pas cette intrusion française et c'est la crise de Fachoda. En définitive, le gouvernement de la IIIe République française cède aux injonctions britanniques, ce qui est vécu en France comme une profonde humiliation.
Administrativement, le village de Fachoda dépend du payam de Lul, une subdivision du Comté de Fachoda dans l'état du Nil Supérieur.

## Mythe de fondation
Le dixième souverain shilluk, Tugo fils de Tokot règne entre 1690 et 1710. Contrairement à son père, le belliqueux Tokot, Tugo est un roi tranquille et pacifique. Il est le premier roi à s'établir dans une résidence fixe alors que ses prédécesseurs allaient de village en village pour exercer leurs fonctions régaliennes. Tugo se fixe d'abord à Nywaja dont le nom signifie « Là où on parle ». Mais au cours de son règne (à une date indéterminée), Tugo fonde le village de Pachodo qui est depuis lors reconnu comme la résidence royale. La fondation de Pachodo est relatée dans un petit mythe étiologique collecté en 1910 par le linguiste allemand Diedrich Westermann. Quand Tugo voit ses quatre bœufs sans cornes (chod) remuer le sol et toujours revenir au même endroit pour le faire, il interprète ce comportement comme un message divin qui lui enjoint de créer un nouveau village. C'est ainsi que fut fondé le village de pa chod, ou Pachodo c'est-à-dire « le village des bœufs sans cornes »:

« Quand le roi Tugo régnait, il régnait depuis son propre village, une localité nommée Nywaja. Il avait des bœufs, ils allèrent vagabonder en un certain endroit, c'étaient des bœufs sans cornes appelés chod, ils se mirent à frapper et à creuser le sol de cet endroit avec leurs têtes, tous les jours. Quand le roi les vit faire ainsi, il dit: " Quoi ! Pourquoi donc ces bœufs creusent-ils ainsi le sol ? " Il ajouta: " Ils aiment cet endroit. " Il y fit édifier un village, c'est ainsi que Pachodo fut fondé. Tugo déménagea de son village vers ce nouveau village. Il dit: " Ce village devra toujours être celui où l'on choisit le roi, le village du roi. " Depuis cette époque, le peuple choisit ici son roi. Quand le roi Tugo eut fini de régner, il dit: " Mon fils devra être élu ! " Et il fut élu. »

— Comment Fachoda devint la résidence royale.

## Aturwic

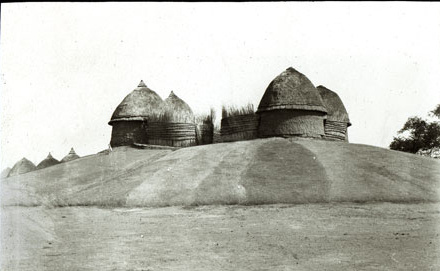
Aturwic, le domicile du roi à Pachodo en 1910. Photographie de Charles Gabriel Seligman.

Le village de Fachoda est constitué d'une centaine de huttes circulaires en terre sèche à la toiture conique en chaume. Ces constructions sont disposées sur deux rangées agencées en arc de cercle autour d'une place centrale ouverte sur le sud. Sur cette place sont érigées trois étables de même forme que les huttes d'habitation mais d'un diamètre plus considérable. À l'ouest, les deux rangées de huttes sont prolongées par le temple de Nyikang. Ce sanctuaire est constitué de deux huttes reliées entre elles par une barrière végétale. À l'est, le village se prolonge par la colline de l'Aturwic.
L'Aturwic est la résidence du roi Shilluk lors de ses séjours à Fachoda, sa résidence habituelle se trouvant actuellement à Malakal, la capitale régionale de l'État du Nil Supérieur. L'Aturwic est une colline artificielle surmontée par quatre huttes reliées entre elles par une enceinte végétale. La durée de vie de ces huttes érigés en boue séchée est relativement courte, de cinq à huit ans ; une hutte s'effondrant généralement au cours de la saison des pluies. Dans le cas des lieux saints, dont l'Aturwic participe, la boue séchée des anciennes constructions participe à la sainteté du lieu, aussi n'est elle pas dispersée mais conservée sur le lieu même où elle a servi en tant que matériel de construction. Après plusieurs réédifications, les huttes sacrées se trouvent placées sur un monticule artificiel ainsi formé.

## Intronisation
| \| NORD Adodo Village où se rassemble l'armée de Nyikang Fachoda Aturwic Temple de Nyikang Trajet de l'armée de NyikangChamp de bataille ♠Khor Arepejur Mier Gat Village où les guerriers collectent les tiges de millet pour la batailleAkwabaiDebalo Village où se rassemble l'armée du roiTrajet de l'armée du roi♠ \| Carte du déroulement de l'intronisation. |
| NORD Adodo Village où se rassemble l'armée de Nyikang Fachoda Aturwic Temple de Nyikang Trajet de l'armée de NyikangChamp de bataille ♠Khor Arepejur Mier Gat Village où les guerriers collectent les tiges de millet pour la batailleAkwabaiDebalo Village où se rassemble l'armée du roiTrajet de l'armée du roi♠                                                |

Les cérémonies de l'installation du nouveau roi dans ses fonctions suivent un ordonnancement long et complexe qui a pour but d'insuffler l'esprit de Nyikang, le premier roi Shilluk, dans le corps du nouveau roi. Lors de ce rituel, le Shillukland se divise en deux provinces rivales, le village de Fachoda étant situé à la limite des deux entités. D'un côté, la province nordiste du Gol Dhiang prend le parti de Nyikang, symbole de l'éternité de la royauté Shilluk, et physiquement présent à travers son effigie habituellement conservée à Akurwa. De l'autre côté, la province sudiste du Gol Nyikang se fédère autour de la personne du nouveau roi, symbole de la mortalité humaine. Chaque moitié forme une armée fictive fortes de plusieurs centaines de guerriers et les deux se rencontrent sur un champ de bataille situé à l'ouest de Fachoda. Au sud de Fachoda, l'armée du nouveau roi arrive depuis Debalo puis franchit le khor Arepejur. Là, les guerriers de Nyikang attendent les envahisseurs. Après un affrontement à coups de fouet et de tiges de millets, l'armée nordiste parvient à capturer le roi qui de suite est emmené vers Fachoda pour être intronisé. Trois jours plus tard, se tient à Fachoda même une autre bataille mais plus modeste entre les dignitaires des deux provinces au sujet du rapt de l'épouse du roi par l'effigie de Nyikang ; l'armée de Nyikang marchant depuis le temple local vers le mont Aturwic défendu par le camp royaliste. Dans la mêlée, le roi récupère son épouse mais après plusieurs assauts Nyikang parvient au sommet de l'Aturwic où le couple royal a trouvé refuge. Mais l'effigie de Nyikang accepte finalement le roi en tant que son successeur puis rentre dans son temple. Après cet ultime querelle, l'ensemble de chefs Shilluk acceptent le nouveau roi dans sa charge.

## Documentaires
- (en) André Singer, Disappearing world: The Shilluk, 1976, 52 min.
- (en) Étienne Verhaegen, The Seven Cows of the Shilluk King, 1978, 52 min. Extrait (8 min)